# Mike Ross
Michael Avery Ross (Cork, 21 dicembre 1979) è un ex rugbista a 15 e dirigente d'azienda irlandese che giocava nel ruolo di pilone; a livello internazionale ha ottenuto 61 presenze con l'Irlanda.

## Biografia
Proveniente dal Cork Constitution, dopo una breve esperienza con il Munster Mike Ross si trasferì nel 2006 in Inghilterra per giocare con gli Harlequins in Premiership.
Fu durante questo periodo che Ross mise in mostra le proprie qualità e in seguito, nell'ottica di una futura convocazione in nazionale, nel 2009 Ross tornò in Irlanda per giocare con il Leinster. In effetti il debutto internazionale non tardò ad arrivare, cosa che avvenne il 23 maggio dello stesso anno affrontando il Canada a Vancouver.
Mike Ross giocò da titolare al Sei Nazioni 2011 e si guadagnò la convocazione alla Coppa del Mondo disputata lo stesso anno in Nuova Zelanda, con l'Irlanda che raggiunse i quarti di finale.
Dopo avere già vinto due Heineken Cup e un Pro12 a livello di club, Ross ottenne il suo primo successo internazionale conquistando con l'Irlanda il Sei Nazioni 2014.
Ancora, fu convocato in Nazionale per la disputa della Coppa del Mondo di rugby 2015 in Inghilterra e nel 2017 annunciò il suo ritiro dalle competizioni a 37 anni.
Laureato in biotecnologie microbiche all'università di Cork, dopo la fine della carriera agonistica lavora come direttore commerciale presso Wizuda, azienda informatica irlandese specializzata nello sviluppo di soluzioni GPRD e, a livello sportivo, è allenatore-giocatore della formazione dilettantistica a Malahide in Ulster League.

## Palmarès
- Pro12: 2
Leinster: 2012-13, 2013-14
- Heineken Cup: 2
Leinster: 2010-11, 2011-12
- Challenge Cup: 1
Leinster: 2012-13